# 埃倫湖
50°48′33″N 10°16′03″E / 50.80921°N 10.26741°E

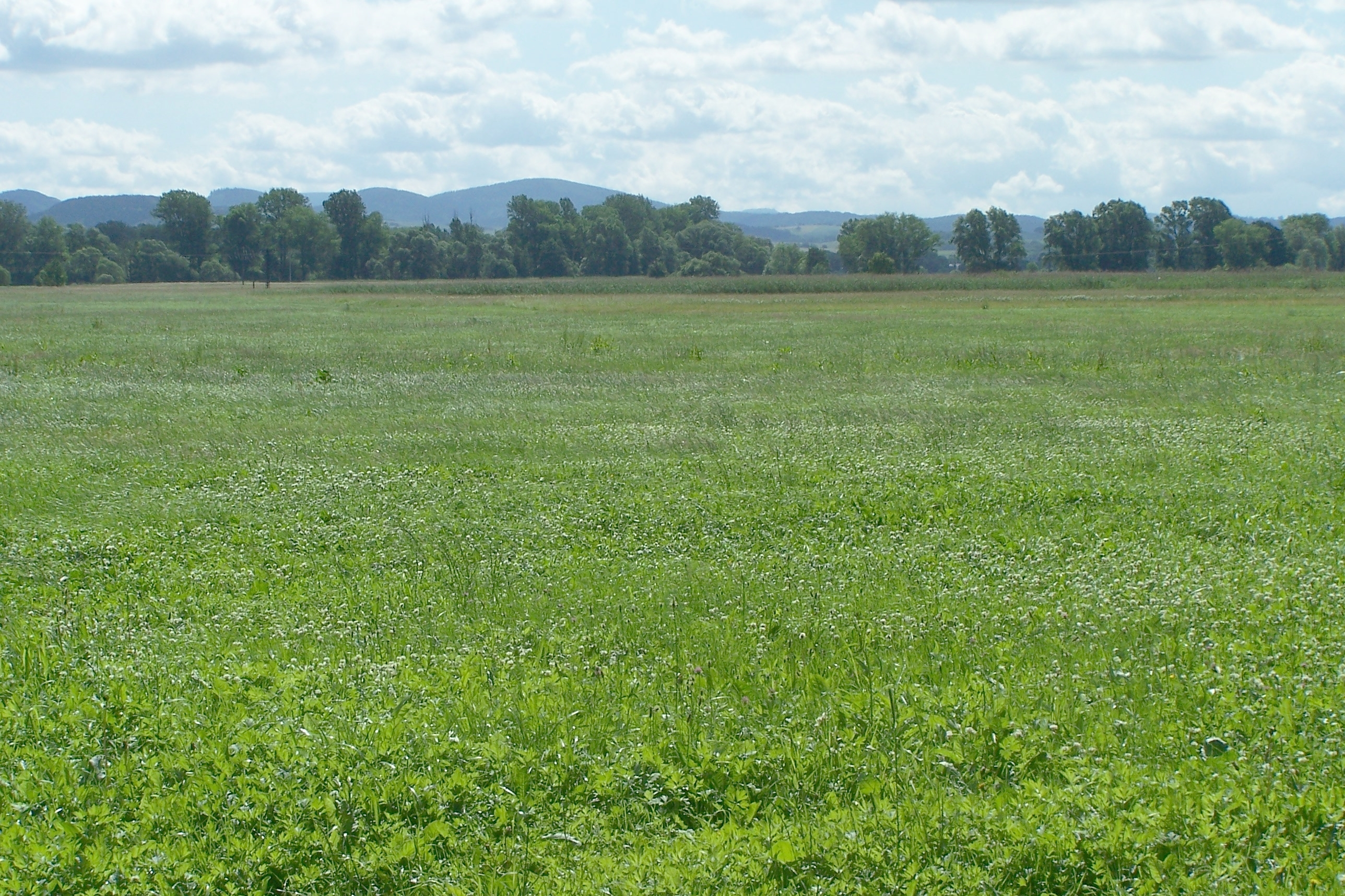

埃倫湖（德語：Erlensee），是德國的湖泊，位於該國中部，由圖林根州負責管轄，處於巴特薩爾聰根，該湖泊面積0.005平方公里，海拔高度239米，最大水深2米。